# Robert Wickens
Robert Tyler Wickens, född 13 mars 1989 i Toronto, är en kanadensisk racerförare som sedan 2018 kör i Indycar Series för Schmidt Peterson Motorsports. Wickens vann Formula BMW USA 2006 och Formula Renault 3.5 Series 2011.

## Racingkarriär

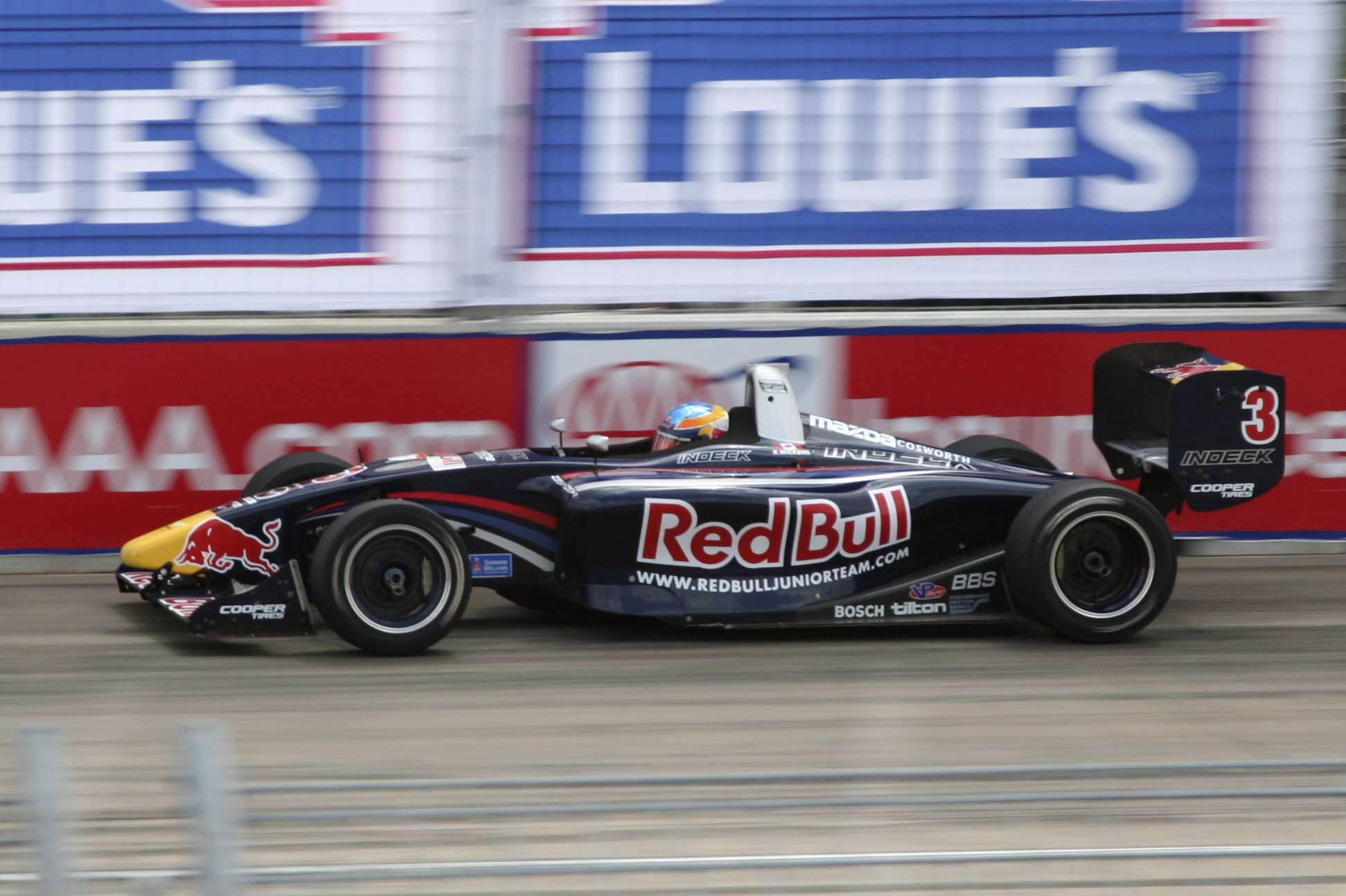
Robert Wickens i Champ Car Atlantic i Houston 2007.

Wickens körde i Champ Car Atlantic 2007 där han blev trea, och fick sedan debutera i A1GP för A1 Team Canada. Han vann en deltävling i serien och lyckades därmed bäst av de kanadensiska förarna. 
Han körde därefter i Formula Renault 3.5 Series 2008 och F3 Euroseries 2008 och vann då ett lopp i vardera serien. 
Wickens körde i den nya Formel 2-serien, FIA Formula Two Championship, 2009, där han vann den inledande tävlingen på Ricardo Tormo-banan i Valencia. Efterhand orkade inte Wickens fortsätta sin strålande form från premiären, och lyckades precis rädda andraplatsen i mästerskapet, samtidigt som han inte kunde utmana Andy Soucek om titeln.
Till 2010 gick han till Status Grand Prix i den nyskapade serien, GP3 Series där han slutade på en andra plats i mästerskapet. År 2011 körde han för Carlin Motorsport i Formula Renault 3.5 Series. Wickens stod på prispallen tio gånger varav fem gånger som segrare och stod som totalsegrare av serien. Han var även samma år reservförare åt Marussia Virgin Racing. År 2012-2017 körde han DTM för flertalet olika stall med en femteplacering i mästerskapet 2013 som bästa resultat.
Sedan 2018 kör Robert Wickens i IndyCar Series för Schmidt Peterson Motorsports. Han tog pole position 10 mars 2018 inför sitt debutlopp, Firestone Grand Prix of St. Petersburg 2018. Under loppet ABC Supply 500 som kördes på triovalbanan Pocono Raceway 19 augusti 2018 körde Wickens och Ryan Hunter-Reay ihop. Wickens, vars bil blev luftburen och kraschade kraftigt mot banans skyddsstängsel, skadades svårt i olyckan.